# Diều Harris
Diều Harris (danh pháp hai phần: Parabuteo unicinctus) là một loài chim săn mồi lớn trung bình thuộc Họ Ưng. Chúng sinh sản từ vùng tây nam Hoa Kỳ ở phía nam Chile và trung bộ Argentina. Loài chim đôi khi được báo cáo có nhiều ở Tây Âu, đặc biệt là Anh, nhưng nó là một loài chim phổ biến và những trường hợp ghi chép là do chúng sổng khỏi lồng nuôi.
Nó là thành viên duy nhất của chi Parabuteo. Diều Harris có chiều dài từ 46 đến 76 cm (18 đến 30) và thường có một sải cánh khoảng 1,1 m (3,6 ft). Con trống và con mái có bề ngoài khác nhau, con mái lớn hơn con trống khoảng 35%. Tại Hoa Kỳ, trọng lượng trung bình đối với con trống là khoảng 710 g (25 oz), trong khi mức trung bình của con mái là 1.020 g (36 oz). Chúng có tiếng kêu rít rất khó nghe.

## Phân loài
- P. u. harrisi
- P. u. superior
- P. u. unicinctus